# Saint-Matré
Saint-Matré est une ancienne commune française, située dans le département du Lot en région Occitanie. Depuis le 1er janvier 2019, elle est une commune déléguée de Porte-du-Quercy.

## Géographie
Village situé dans le Quercy blanc. La commune est limitrophe du département de Tarn-et-Garonne.

### Communes limitrophes
Saint-Matré est limitrophe de cinq autres communes dont une dans le département de Tarn-et-Garonne.

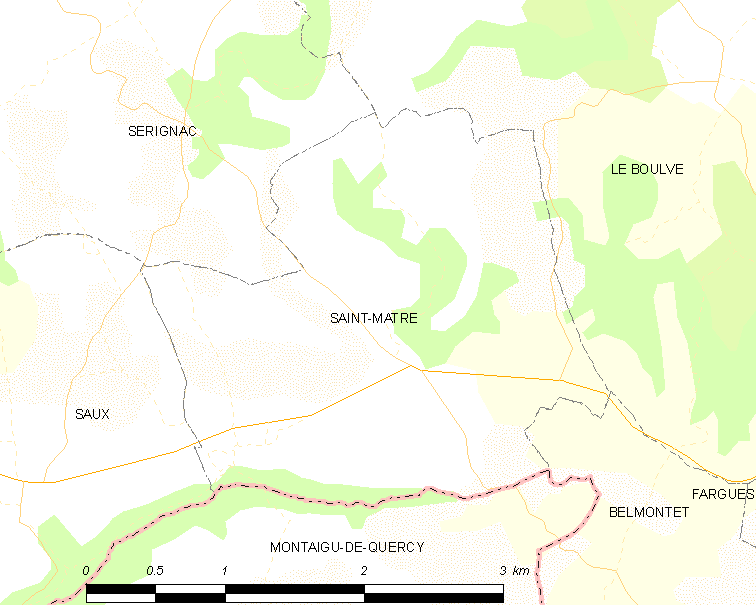
Carte de la commune de Saint-Matré et de ses proches communes.

|      | Sérignac                             |                         |
| Saux | Saint-Matré                          | Le Boulvé               |
|      | Montaigu-de-Quercy (Tarn-et-Garonne) | Montcuq-en-Quercy-Blanc |

### Hydrographie
Le village est arrosé par le Ruisseau de Saint-Matré, un affluent du Lot qui y prend sa source et la Rivièrette, un affluent du Boudouyssou.

### Géologie et relief
L'altitude du village varie de 155  à   276 mètres.

### Voies de communication et transports
Accès par la route départementale D 656 ancienne route nationale 656.

## Toponymie
Le toponyme Saint-Matré, en occitan Sent Matre, est basé sur l'hagiotoponyme chrétien qui désigne la Sainte Mère, plutôt que Sainte Marthe. Une forme ancienne Santa Matre Crucifixi est attestée. Pendant la révolution, la commune s'appelait Matré.

## Histoire
Le 1er janvier 2019, la commune fusionne avec Le Boulvé, Fargues et Saux pour former la commune nouvelle de Porte-du-Quercy dont la création est actée par un arrêté préfectoral du 28 septembre 2018.

## Politique et administration

### Administration municipale
Le nombre d'habitants au recensement de 2011 étant compris entre 100 et 499, le nombre de membres du conseil municipal pour l'élection de 2014 est de onze,.

### Rattachements administratifs et électoraux
Commune faisant partie de l'arrondissement de Cahors de la communauté de communes du Quercy Blanc et du canton de Puy-l'Évêque (avant le redécoupage départemental de 2014, Saint-Matré faisait partie de l'ex-canton de Montcuq) et avant le 1er janvier 2017 elle faisait partie de la communauté de communes du canton de Montcuq.

### Liste des maires
| Période                                  | Période   | Identité            | Étiquette | Qualité |
| ---------------------------------------- | --------- | ------------------- | --------- | ------- |
| 1979                                     | juin 1995 | Raymond Pouchet     | PCF       |         |
| mars 2001                                | en cours  | Christian Bessières |           |         |
| Les données manquantes sont à compléter. |           |                     |           |         |

## Population et société

### Démographie
L'évolution du nombre d'habitants est connue à travers les recensements de la population effectués dans la commune depuis 1793. Pour les communes de moins de 10 000 habitants, une enquête de recensement portant sur toute la population est réalisée tous les cinq ans, les populations de référence des années intermédiaires étant quant à elles estimées par interpolation ou extrapolation. Pour la commune, le premier recensement exhaustif entrant dans le cadre du nouveau dispositif a été réalisé en 2006.

En 2016, la commune comptait 131 habitants, en évolution de +11,97 % par rapport à 2010 (Lot : +1,31 %, France hors Mayotte : +2,11 %).
| 1793 | 1800 | 1806 | 1821 | 1831 | 1836 | 1841 | 1846 | 1851 |
| ---- | ---- | ---- | ---- | ---- | ---- | ---- | ---- | ---- |
| 349  | 361  | 379  | 350  | 352  | 377  | 381  | 389  | 378  |

| 1856 | 1861 | 1866 | 1872 | 1876 | 1881 | 1886 | 1891 | 1896 |
| ---- | ---- | ---- | ---- | ---- | ---- | ---- | ---- | ---- |
| 349  | 341  | 342  | 317  | 323  | 291  | 264  | 244  | 246  |

| 1901 | 1906 | 1911 | 1921 | 1926 | 1931 | 1936 | 1946 | 1954 |
| ---- | ---- | ---- | ---- | ---- | ---- | ---- | ---- | ---- |
| 249  | 250  | 415  | 230  | 198  | 193  | 211  | 194  | 167  |

| 1962 | 1968 | 1975 | 1982 | 1990 | 1999 | 2006 | 2011 | 2016 |
| ---- | ---- | ---- | ---- | ---- | ---- | ---- | ---- | ---- |
| 165  | 185  | 137  | 139  | 151  | 122  | 134  | 110  | 131  |

| selon la population municipale des années : | 1968 | 1975 | 1982 | 1990 | 1999 | 2006 | 2009 | 2013 |
| Rang de la commune dans le département      | 192  | 255  | 266  | 242  | 266  | 278  | 291  | 302  |
| Nombre de communes du département           | 340  | 340  | 340  | 340  | 340  | 340  | 340  | 340  |

### Économie
Viticulture lieu de production du Cahors (AOC).
Oléiculture : depuis 2010, l'oliveraie du Quercy Blanc a planté plus de 1000 oliviers et près de 800 plants de lavande et a commencé à produire le huile d'olive "made in Lot". 

### Enseignement
Saint-Matré fait partie de l'académie de Toulouse.
L'éducation est assurée par un regroupement pédagogique intercommunal de la maternelle au primaire commune de Belmontet et commune de Le Boulvé.

### Culture et festivités
Fête votive,

### Activités sportives
Pétanque, randonnée pédestre,

### Écologie et recyclage
La collecte et le traitement des déchets des ménages et des déchets assimilés ainsi que la protection et la mise en valeur de l'environnement se font dans le cadre du SYDED.

## Culture locale et patrimoine

### Lieux et monuments
- L'église de l'Assomption de Saint-Matré ;
- Source Sainte Marie, lavoir ;
- L'église Saint-Benoît de Coulourgues.

## Pour approfondir